# Bataille d'Arnemuiden
Guerre de Cent Ans
Batailles
La bataille d'Arnemuiden est une bataille navale livrée le 23 septembre 1338, pendant la guerre de Cent Ans.
Elle oppose, près d'Arnemuiden, port de l'île de Walcheren aux Pays-Bas, une vaste flotte française commandée par les amiraux Hugues Quiéret et Nicolas Béhuchet à cinq grandes nefs anglaises, transportant un énorme chargement de laine destinée aux Flamands, alliés d'Édouard III, roi d'Angleterre. Écrasés sous le nombre et ayant une partie de leurs équipages à terre, les navires anglais se défendent avec une grande vaillance, en particulier le Christofer sous les ordres de John Kingston, chef de la petite escadre. Il ne capitule qu'après une journée de lutte et après avoir épuisé tous ses moyens de défense. Les Français s'emparent de la riche cargaison et intègrent les cinq nefs à leur flotte mais ils ternissent leur victoire payée au prix fort, par le massacre des prisonniers. Deux ans plus tard, Quiéret et Béhuchet paieront de leur vie cet acte de cruauté : à l'issue de la bataille de l'Écluse le premier sera décapité, le second pendu.
Cette bataille navale est l'une des premières de l'histoire où au moins un des belligérants utilise de l'artillerie. Le Christofer était, en effet, équipé de trois canons de fer et d'un canon à main. Côté français, cet usage n'est pas documenté. 